# Agrostis oregonensis
Agrostis oregonensis é uma espécie de gramínea do gênero Agrostis, pertencente à família Poaceae.